# Azərbaycanfilm
Azərbaycanfilm (ros. Азербайджанфильм, Azierbajdżanfilm) – radzieckie i azerskie studio filmów fabularnych i dokumentalnych z siedzibą w Baku. Od 2020 dyrektorem studia jest reżyser Fariz Əhmədov.